# Nosoczuby
Nosoczuby (Calyptomenidae) – rodzina ptaków z rzędu wróblowych (Passeriformes).

## Występowanie
Rodzina obejmuje gatunki występujące w Afryce Subsaharyjskiej i Azji Południowo-Wschodniej.

## Systematyka
Do rodziny należą następujące rodzaje:
- Smithornis Bonaparte, 1850
- Calyptomena Horsfield, 1822

Tradycyjnie oba te rodzaje zaliczane były do rodziny szerokodziobów (Eurylaimidae).